# En Saltirons va a la ciutat
En Saltirons va a la ciutat (títol original en anglès, Mr. Bug Goes to Town) és una pel·lícula de comèdia musical d'animació estatunidenca de 1941 produïda per Fleischer Studios i estrenada per Paramount Pictures. Va ser el segon i últim llargmetratge de Fleischer Studios (després d'Els viatges de Gulliver de 1939), la sisena pel·lícula d'animació produïda per un estudi estatunidenc, i la primera basada en gran part en una història original. En Saltirons es va imaginar originalment com una adaptació de la novel·la de 1901 de Maurice Maeterlinck La vida de les abelles, però Paramount no estava disposada a comprar els drets a Samuel Goldwyn. Ha estat doblada i subtitulada al català.
En Saltirons va ser produït per Max Fleischer i dirigit per Dave Fleischer, amb seqüències d'animació dirigides per Willard Bowsky, Myron Waldman, Thomas Johnson, David Tendlar, James Culhane, H.C. Ellison, Stan Quackenbush i Graham Place. Es va projectar per primera vegada el 4 de desembre de 1941 a Nova York, dos dies abans de l'atac japonès a Pearl Harbor. L'atac i l'entrada posterior dels Estats Units a la Segona Guerra Mundial van retardar la pel·lícula des de la seva estrena original de Nadal fins al 1942; es va estrenar al Regne Unit el 23 de gener, a Califòrnia el 12 de febrer i a la ciutat de Nova York el 19 de febrer. La pel·lícula es va convertir en un fracàs de taquilla a causa del seu llançament errant, la publicitat limitada de Paramount i la curta estada als cinemes. Fleischer Studios, que esperava recuperar els costos gastats en En Saltirons i Els viatges de Gulliver, es va reorganitzar empresarialment com a Famous Studios el maig de 1942.
Va ser l'últim llargmetratge d'animació de Paramount fins a La teranyina de la Carlota de 1973.